# Batplano
Il Batplano o Batwing è l'aereo personale di Batman, supereroe dei fumetti pubblicati dalla DC Comics.
Questo velivolo immaginario fu introdotto in Detective Comics n. 31 (settembre 1939), dove Batman viaggiò nell'Europa continentale; in questo numero era chiamato Batgyro, inizialmente basato su un autogiro o un elicottero e presentava un motivo a pipistrello.
Il Batgyro fu presto sostituito dal Batplano, che debuttò in Batman n. 1 (1940), ora basato su un aereo ad ali fisse, con un'elica nella parte anteriore.
È uno dei tre veicoli aerei di Batman, insieme al Batcottero e al Bat-aliante. Con il lancio del film Batman di Tim Burton del 1989, il Batplano divenne noto come Batwing, un nome che fu riportato nei fumetti. Precedentemente in Batman #300 il nome Batwing era usato in riferimento ad un veicolo spaziale. Anche il film del 2012 Il cavaliere oscuro - Il ritorno ha adattato il Batplano al film, tuttavia, questa volta il veicolo è stato chiamato Batwing (in inglese "The Bat").

## Storia
Il Batplano venne introdotto come il primo mezzo di trasporto personalizzato di Batman, precedendo l'altrettanto celebre Batmobile.
Sfruttando le risorse delle varie divisioni di WayneTech, in particolare la Wayne Aerospace, Bruce Wayne è stato in grado di progettare versioni modificate di prodotti commerciali da utilizzare nei panni di Batman. Nel corso di diversi anni, ci sono state numerose versioni del Batplano. Uno dei primi modelli di Batplano era un ibrido jet da combattimento ed elicottero (spesso indicato come Batplano II). Quando è diventato necessario ottenere un più alto tasso di salita, il gruppo dell'elicottero si è piegato nella fusoliera del velivolo. Come altre versioni del Batplano, il Batplano II era equipaggiato con un laboratorio per indagini criminali perfettamente funzionante e razzi di magnesio racchiusi all'interno della fusoliera.
Batman una volta mantenne gli aerei nella Batcaverna, sebbene il lancio di questi veicoli così vicino alle proprietà vicine a Villa Wayne minacciasse di compromettere la sua identità segreta. Il Cavaliere Oscuro ora "prende in prestito" jet ed elicotteri appositamente modificati dai contratti commerciali e militari della Wayne Aerospace: alcune imbarcazioni molto specifiche rimangono alimentate e pronte per l'uso privato di Bruce Wayne, senza fare domande.

## Altri media

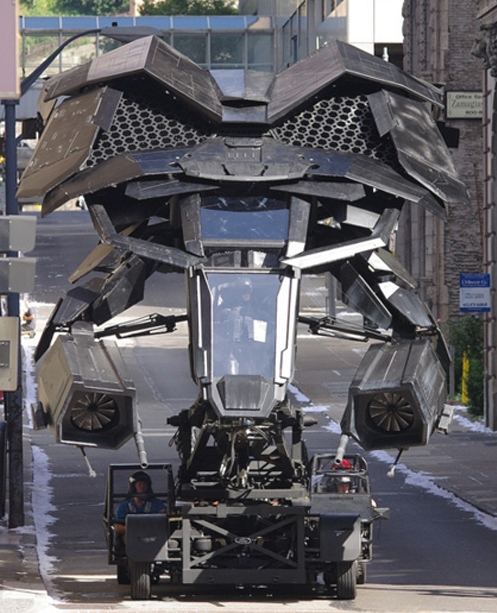
Il Batwing (in vista frontale) nel film Il cavaliere oscuro - Il ritorno.

- Il "Batwing" compare nel film Batman (1989). La sua foggia è uguale identica dell'emblema del pipistrello presente sul costume. Aveva un'apertura alare di 35 piedi (10,5 metri) ed è stato equipaggiato con un braccio afferrante per tutti gli usi sul muso (usato per rubare i palloni da parata che erano stati caricati col veleno del Joker), un HUD e un computer di destinazione nell'abitacolo, e le armi erano quattro lanciamissili montati sulle ali e un M134 Minigun montato sul lato sinistro.
- Compare anche in Batman Forever (1995) e Batman v Superman: Dawn of Justice (2016), Justice League (2017) e The Flash (2023), così come alcune delle serie animate di Batman nel corso degli anni. Anche nel film Il cavaliere oscuro - Il ritorno (2012) compare sotto il nome "Batwing"; è stato custodito da Lucius Fox insieme alla maggior parte dell'equipaggiamento di Batman.